# Андреевское сельское поселение (Ростовская область)
Андреевское сельское поселение — муниципальное образование в Дубовском районе Ростовской области.
Административный центр поселения — станица Андреевская.

## Состав сельского поселения
| № | Населённый пункт | Тип населённого пункта          | Население |
| - | ---------------- | ------------------------------- | --------- |
| 1 | Андреевская      | станица, административный центр | ↘825      |
| 2 | Ивановка         | хутор                           | ↘64       |
| 3 | Кудинов          | хутор                           | ↘112      |
| 4 | Кут-Кудинов      | хутор                           | ↘121      |
| 5 | Новосальский     | хутор                           | ↘135      |
| 6 | Сал-Адьянов      | хутор                           | ↘8        |
| 7 | Сиротский        | хутор                           | ↗10       |
| 8 | Эркетиновская    | станица                         | ↘343      |

## Население
| 2010  | 2012  | 2013  | 2014  | 2015  | 2016  | 2017  |
| ----- | ----- | ----- | ----- | ----- | ----- | ----- |
| 1618  | ↘1567 | ↘1524 | ↘1510 | ↘1504 | ↘1449 | ↗1450 |
| 2018  | 2019  | 2020  | 2021  |       |       |       |
| ↗1453 | ↘1434 | ↘1398 | ↘1378 |       |       |       |